# Aeschynanthus radicans
Aeschynanthus radicans är en tvåhjärtbladig växtart som beskrevs av William Jack. Aeschynanthus radicans ingår i släktet Aeschynanthus och familjen Gesneriaceae.

## Underarter
Arten delas in i följande underarter:
- A. r. lanuginosus
- A. r. radicans
- A. r. robustior

## Bildgalleri

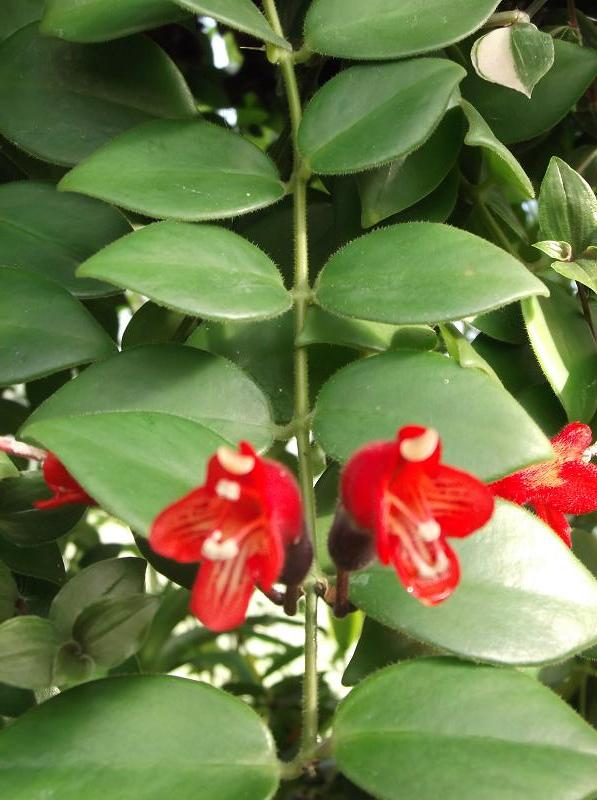
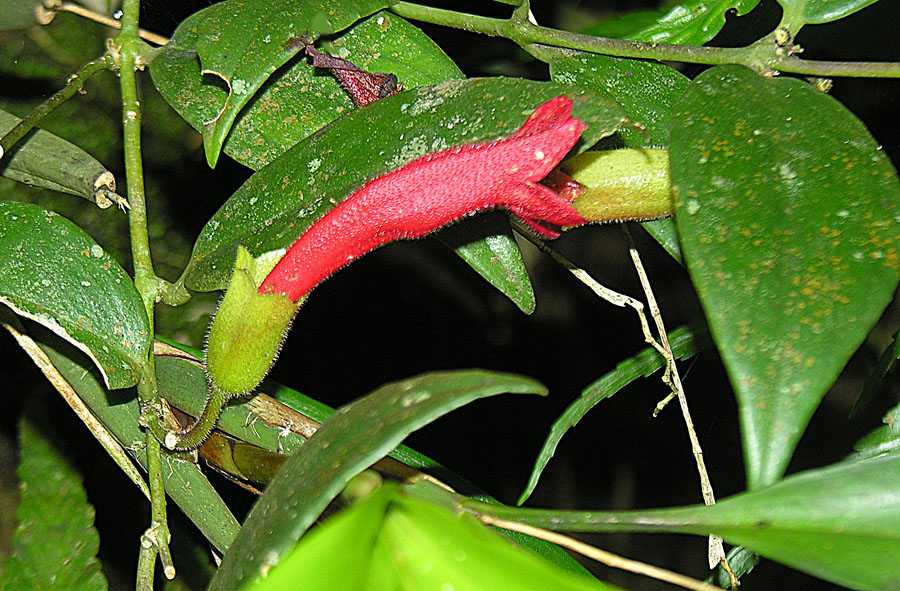
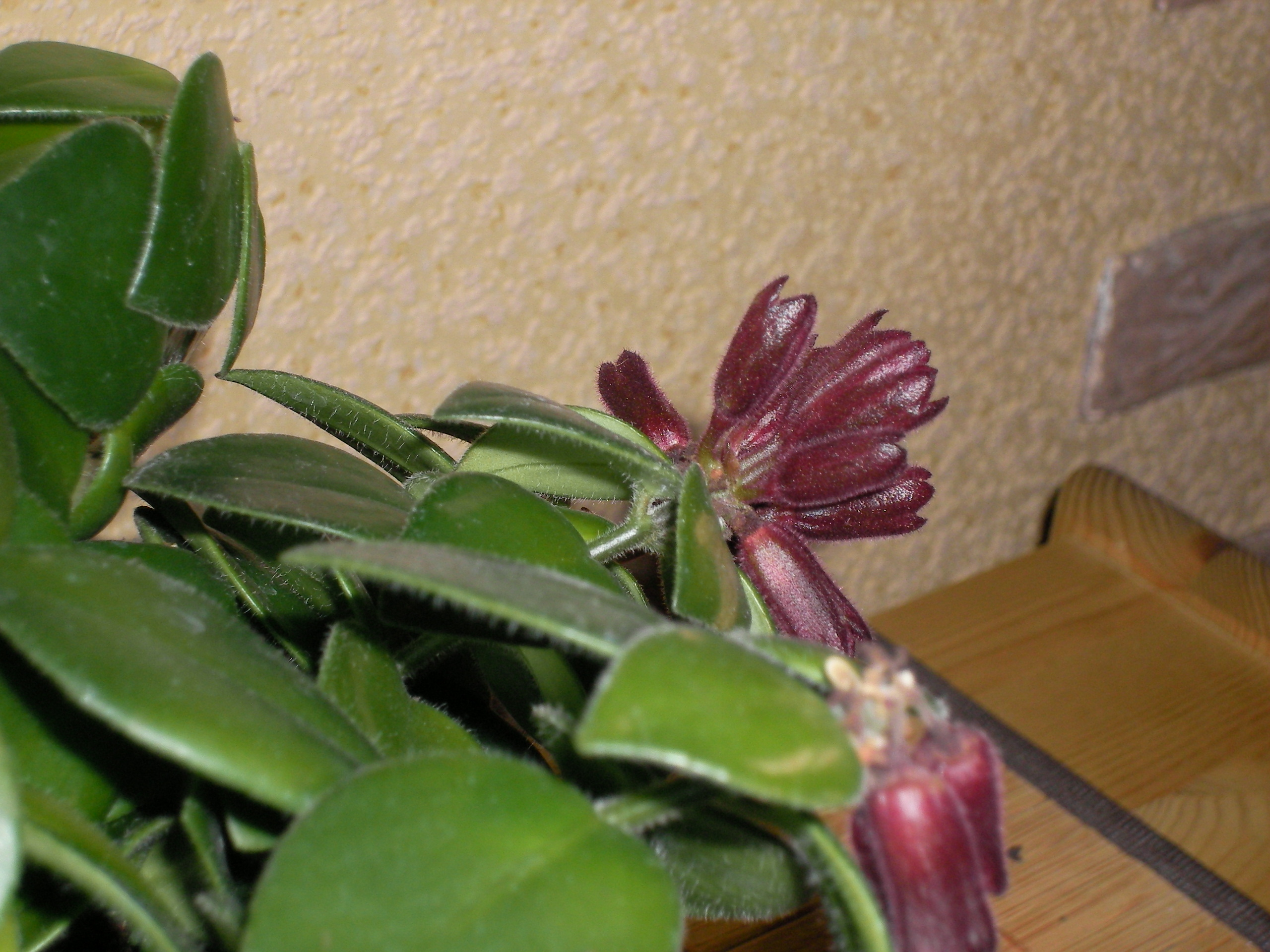
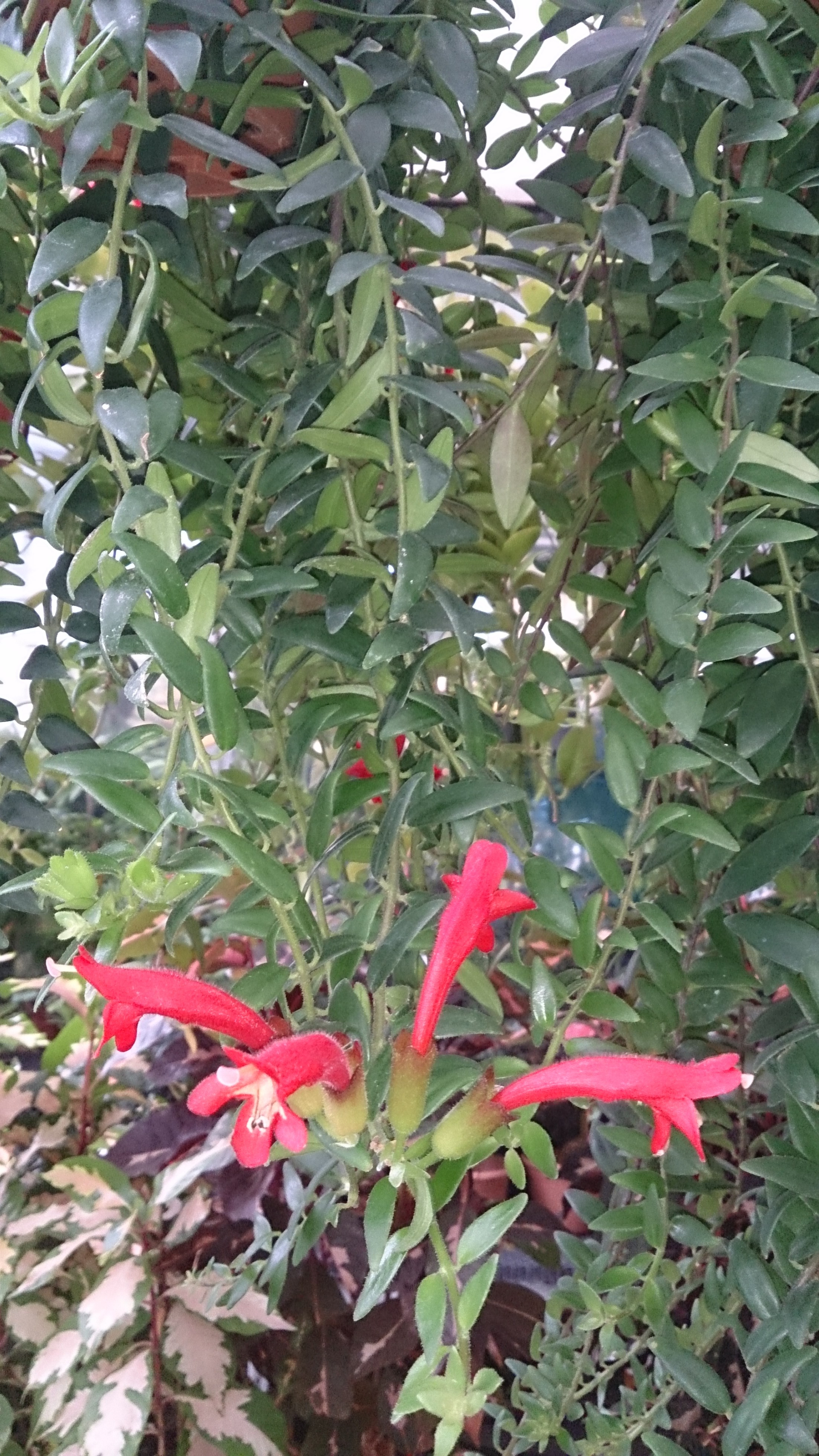
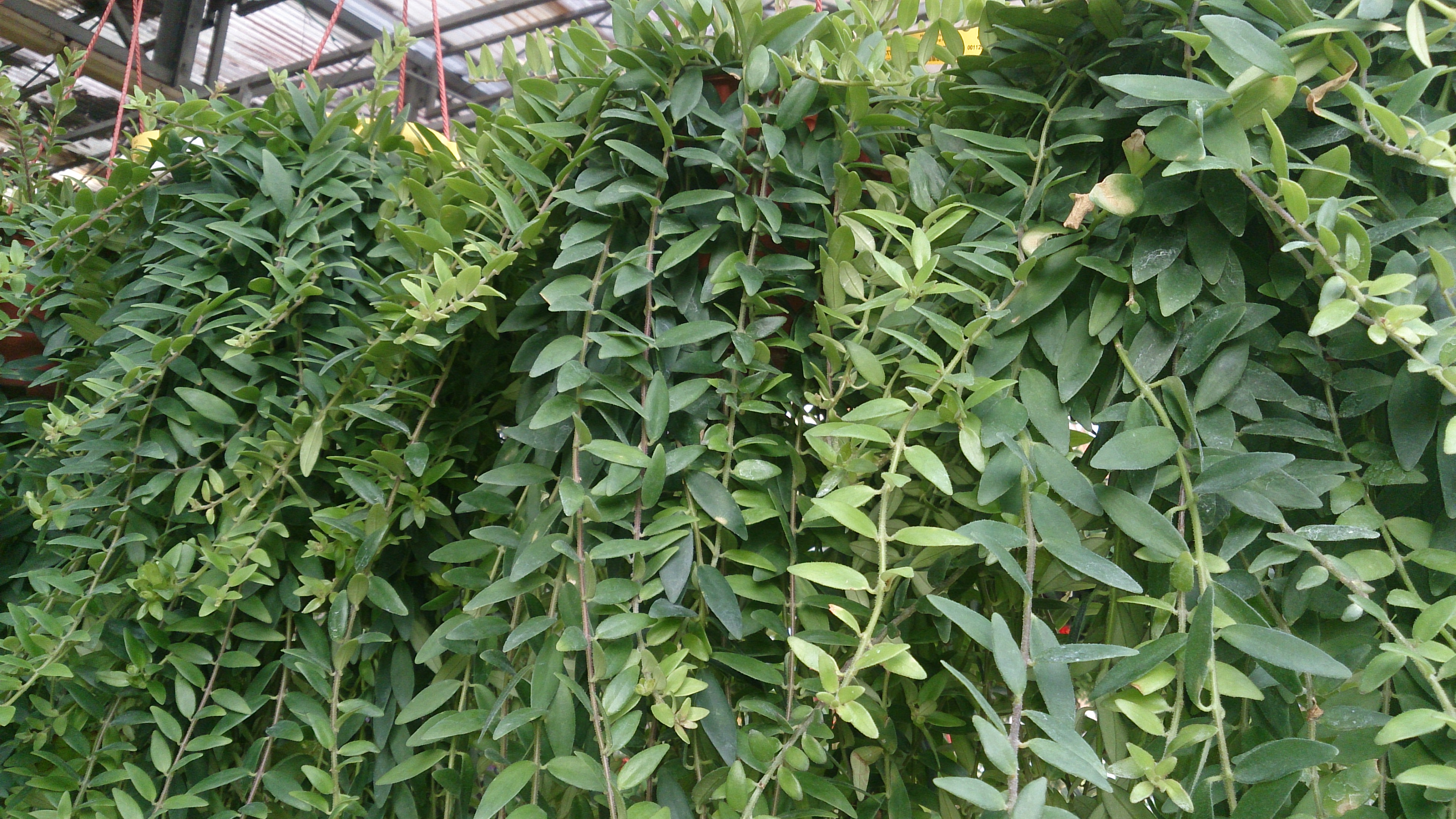
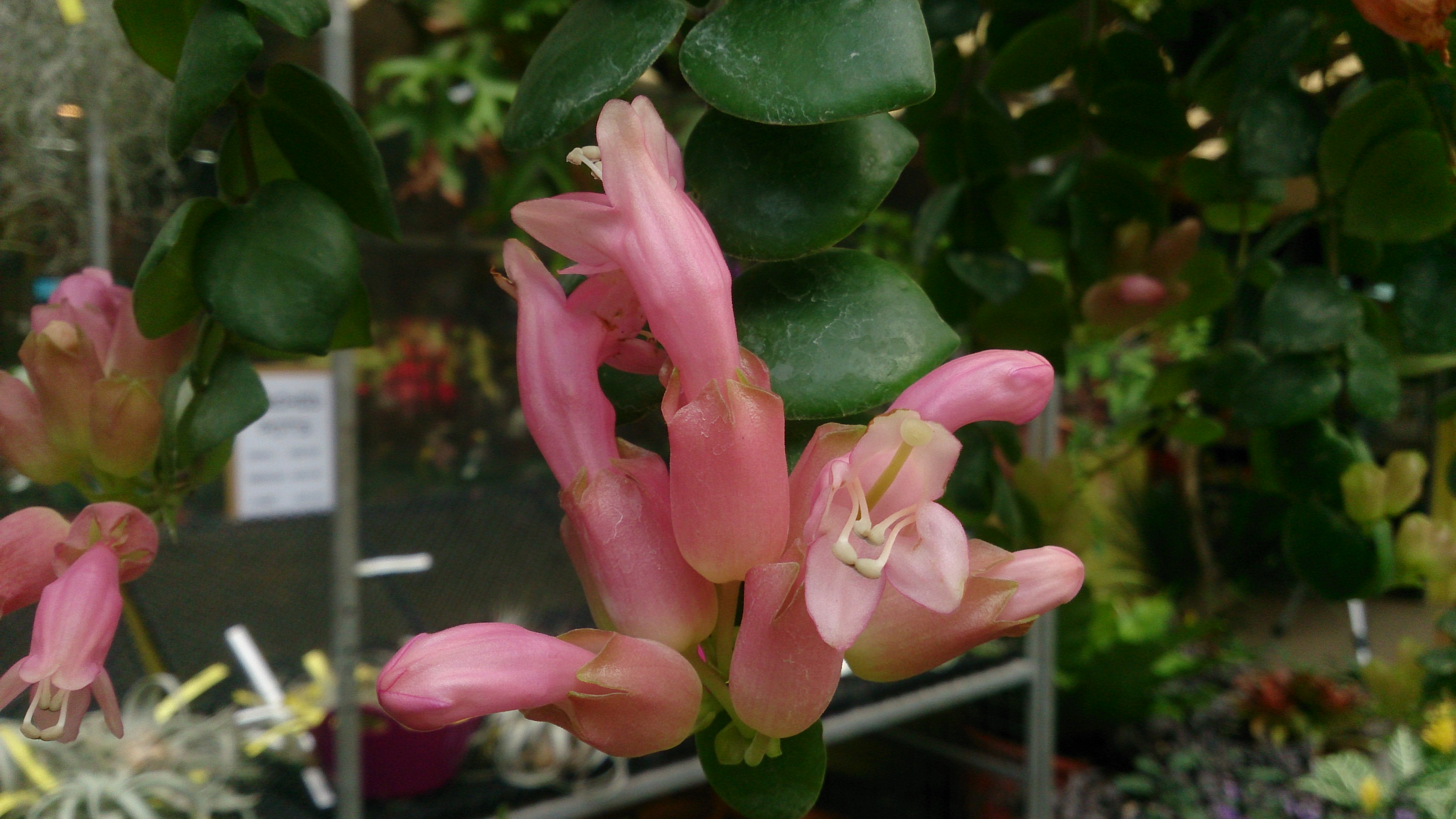